# Alkmaar '54 in het seizoen 1963/64
Het seizoen 1963/1964 was het 10e jaar in het bestaan van de Alkmaarse betaaldvoetbalclub Alkmaar '54. De club kwam uit in de Tweede divisie A en eindigde daarin op de eerste plaats, na het spelen van de promotiecompetitie promoveerde de club naar de Eerste divisie. Tevens deed de club mee aan het toernooi om de KNVB beker, hierin werd in de eerste ronde verloren van NAC (1–4).

## Wedstrijdstatistieken

### Tweede divisie A
|       | Be Quick | EDO   | 't Gooi | Haarlem | Heerenveen | Hilversum | HVC   | KFC   | Leeuwarden | PEC   | RCH   | Tubantia | ZFC   | Zwartemeer | Zwolsche Boys |
| ----- | -------- | ----- | ------- | ------- | ---------- | --------- | ----- | ----- | ---------- | ----- | ----- | -------- | ----- | ---------- | ------------- |
| Thuis | 6 – 1    | 0 – 1 | 2 – 1   | 2 – 1   | 2 – 0      | 4 – 1     | 4 – 0 | 3 – 2 | 2 – 0      | 0 – 0 | 4 – 2 | 3 – 2    | 5 – 0 | 1 – 1      | 4 – 0         |
| Uit   | 2 – 4    | 2 – 3 | 1 – 1   | 1 – 3   | 1 – 4      | 2 – 3     | 1 – 1 | 0 – 1 | 0 – 4      | 8 – 3 | 2 – 1 | 1 – 0    | 0 – 2 | 0 – 2      | 2 – 0         |

### Kampioenswedstrijd
| Kampioenswedstrijd                                                                               | N.E.C.                              | 3 – 1 (2 – 0) | Alkmaar '54   |
| 31 mei 1964 Plaats: Utrecht Stadion Galgenwaard Toeschouwers: 22.000 Scheidsrechter: Piet Roomer | Ben Zweers 8', 45' Cor Smulders 90' |               | 46' Jan Smidt |

### Promotiecompetitie
| Speelronde 1                                                                                             | Alkmaar '54                                     | 3 – 2 (2 – 1) | Roda JC                       |
| 7 juni 1964 Plaats: Alkmaar Alkmaarderhout Toeschouwers: 14.000 Scheidsrechter: Gerard van Oostrom       | Piet Buis 2' Sietze de Vries 5', 63'            |               | 23' (pen.), 82' Toon Ederveen |
| Speelronde 2                                                                                             | Zwartemeer                                      | 3 – 1 (1 – 1) | Alkmaar '54                   |
| 10 juni 1964 Plaats: Klazienaveen Mr. Ovingstraat Toeschouwers: 12.000 Scheidsrechter: Henk van der Veer | Luc Gerdes 32' Klaas Snip 70' Tonny Roosken 77' |               | 23' Piet Buis                 |
| Speelronde 3                                                                                             | Alkmaar '54                                     | 2 – 1 (1 – 0) | Hermes DVS                    |
| 14 juni 1964 Plaats: Den Haag Zuiderparkstadion Toeschouwers: 13.000 Scheidsrechter: Andries van Leeuwen | János Hanek 31' Wim Visser 48'                  |               | 49' Wim Kerklaan              |

### KNVB Beker
| 1e ronde                                         | Alkmaar '54   | 1 – 4 (1 – 3) | NAC                                         |
| 29 september 1963 Plaats: Alkmaar Alkmaarderhout | Piet Buis 38' |               | 8', 44' Wim van den Hurk 23', 80' Ger Saris |

## Statistieken Alkmaar '54 1963/1964

### Eindstand Alkmaar '54 in de Nederlandse Tweede divisie A 1963 / 1964
| Stand | Gespeeld | Gewonnen | Gelijk | Verloren | Punten | Doelpunten voor | Doelpunten tegen |
| ----- | -------- | -------- | ------ | -------- | ------ | --------------- | ---------------- |
| 1e    | 30       | 21       | 4      | 5        | 46     | 74              | 35               |

### Topscorers
| #              | Naam                    | Goal |
| -------------- | ----------------------- | ---- |
| 1.             | Sietze de Vries         | 20   |
| 2.             | János Hanek             | 19   |
| 3.             | Piet Buis               | 12   |
| 4.             | Wim Visser              | 10   |
| 5.             | Bob van Rijssel         | 5    |
| 6.             | Cor Heijmans            | 3    |
| 7.             | Jan Visser              | 2    |
| 8.             | Barry Hughes            | 1    |
| 8.             | Jan Kooge               | 1    |
| Eigen doelpunt |                         |      |
| 1.             | Dick van Vlierden (KFC) |      |
| Totaal         | Totaal                  | 74   |

| #      | Naam      | Goal |
| ------ | --------- | ---- |
| 1.     | Jan Smidt | 1    |
| Totaal | Totaal    | 1    |

| #      | Naam            | Goal |
| ------ | --------------- | ---- |
| 1.     | Piet Buis       | 2    |
| 2.     | János Hanek     | 1    |
| 2.     | Wim Visser      | 1    |
| 2.     | Sietze de Vries | 1    |
| Totaal | Totaal          | 6    |

| #      | Naam      | Goal |
| ------ | --------- | ---- |
| 1.     | Piet Buis | 1    |
| Totaal | Totaal    | 1    |